# Sul Brasil
Sul Brasil är en kommun i Brasilien.   Den ligger i delstaten Santa Catarina, i den södra delen av landet, 1 300 km söder om huvudstaden Brasília. Antalet invånare är 2 766.
Omgivningarna runt Sul Brasil är en mosaik av jordbruksmark och naturlig växtlighet. Runt Sul Brasil är det ganska glesbefolkat, med 34 invånare per kvadratkilometer.